# Cerastes cerastes
Cerastes cerastes es una especie de víbora cornuda originaria de las partes desérticas del norte de África y del Oriente Medio. Es fácil de reconocer por la presencia de un par de "cuernos" supraoculares, si bien algunos especímenes no los tienen. No se conoce ninguna subespecie.

## Descripción

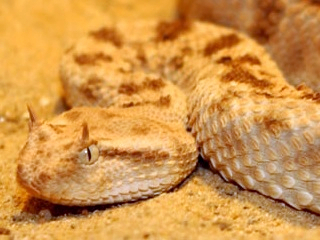
C. cerastes, con "cuernos".

Su longitud promedio total (cola + cuerpo) es 30 a 60 cm (12 a 24 pulgadas), con una longitud total máxima de 85 cm (33,5 plg) cm (33 pulgadas). Las hembras son más grandes que los machos.
Una de las características más distintivas de esta especie es la presencia de cuernos "supraoculares", uno sobre cada ojo. Si bien, estos pueden ser de tamaño reducido o estar ausentes (ver género Cerastes). Los ojos son prominentes y ubicados en los lados de la cabeza. Hay un dimorfismo sexual significativo; los machos tienen cabezas y ojos más grandes que las hembras. Comparada con C. gasperettii, la medida relativa de la cabeza de C. cerastes es más grande y hay una frecuencia más grande de individuos con cuernos (13% contra 48%, respectivamente).
El patrón de color está compuesto por un amarillento, pálido gris, rosado, rojizo, o marrón tierra pálido que casi siempre se asemeja al color del substrato donde el animal se ha encontrado. En el dorso, tiene una serie de manchas oscuras, semi-rectangulares a lo largo de todo el cuerpo. Estas manchas algunas veces están unidas en los cruces. El vientre es blanco. La cola es usualmente delgada y puede tener un punto negro.

## Reproducción
En cautividad, se ha observado el apareamiento durante el mes de abril, siempre cuando las serpientes están enterradas en la arena. Esta es una especie ovípara, y pone entre  8 y 23 huevos que eclosionan después 50 a 80 días de incubación. Los huevos son ubicados bajo rocas y en madrigueras de roedor abandonadas. Las crías miden entre 12 y 15 cm (aproximadamente entre 5 y 6 pulgadas) de longitud total.

## Veneno
El veneno de C. cerastes no es muy tóxico, aunque se informa que tiene una acción similar al veneno de Echis. El envenenamiento por lo general causa hinchazón, hemorragia, necrosis, náuseas, vómitos y hematuria. Un alto contenido de fosfolipasa A2 puede causar cardiotoxicidad y miotoxicidad. Los estudios de veneno tanto de C. cerastes como de C. vipera enumeran un total de ocho fracciones de veneno, la más poderosa de las cuales tiene actividad hemorrágica. Los rendimientos de veneno varían, con rangos de 19 a 27 mg a 100 mg de veneno seco reportados. Para la toxicidad del veneno, Brown (1973) proporciona valores de LD50 de 0,4 mg / kg IV y 3,0 mg / kg SC. Una dosis letal estimada para humanos es de 40 a 50 mg.